# Camptomyia aurora
Camptomyia aurora är en tvåvingeart som först beskrevs av Mannerheim 1823.  Camptomyia aurora ingår i släktet Camptomyia och familjen gallmyggor.
Artens utbredningsområde är Finland. Arten har ej påträffats i Sverige. Inga underarter finns listade i Catalogue of Life.